# Куп пет нација 1998.
Куп пет нација 1998. (службени назив: 1998 Five Nations Championship) је било 104. издање овог најелитнијег репрезентативног рагби такмичења Старог континента. а 69. издање Купа пет нација.
Турнир је освојила репрезентација Француске којој је ово била дванаеста титула првака Европе у рагбију. "Галски петлови" су освојили и Гренд слем пошто су победили све ривале.

## Учесници
Напомена:
Северна Ирска и Република Ирска наступају заједно.
|   | Селекција                      | Стадион                                | Селектор          |
| - | ------------------------------ | -------------------------------------- | ----------------- |
| 1 | Рагби репрезентација Француске | Стад де Франс, Париз (81 338)          | Жан-Клод Скрела   |
| 2 | Рагби репрезентација Енглеске  | Стадион Твикенам, Лондон (82 000)      | Сер Клајв Вудвард |
| 3 | Рагби репрезентација Шкотске   | Стадион Марифилд, Единбург (67 144)    | Џим Телфер        |
| 4 | Рагби репрезентација Велса     | Вембли (стадион 1923), Лондон (82 000) | Кевин Боуринг     |
| 5 | Рагби репрезентација Ирске     | Ленсдаун роуд, Даблин (48 000)         | Ворен Гатланд     |

## Такмичење

### Прво коло
Француска - Енглеска 24-17
Ирска - Шкотска 16-17

### Друго коло
Енглеска - Велс 60-26
Шкотска - Француска 16-51

### Треће коло
Француска - Ирска 18-16
Велс - Шкотска 19-13

### Четврто коло
Ирска - Велс 21-30
Шкотска - Енглеска 20-34

### Пето коло
Енглеска - Ирска 35-17
Велс - Француска 0-51

## Табела
|   | Селекција                      | ИГ | Д | Н | И | ПД  | ПП  | ПР  | Б |  |
| - | ------------------------------ | -- | - | - | - | --- | --- | --- | - |  |
| 1 | Рагби репрезентација Француске | 5  | 4 | 0 | 0 | 144 | 49  | +95 | 8 |  |
| 2 | Рагби репрезентација Енглеске  | 5  | 3 | 0 | 1 | 146 | 87  | +59 | 6 |  |
| 3 | Рагби репрезентација Велса     | 5  | 2 | 0 | 2 | 75  | 145 | -70 | 4 |  |
| 4 | Рагби репрезентација Шкотске   | 5  | 1 | 0 | 3 | 66  | 120 | -54 | 2 |  |
| 5 | Рагби репрезентација Ирске     | 5  | 1 | 0 | 3 | 70  | 100 | -30 | 0 |  |

| Победник Купа пет нација 1998.                                    |
| ----------------------------------------------------------------- |
| Рагби репрезентација Француске 12. титула првака Европе у рагбију |

## Индивидуална стастика
Највише поена
- Пол Грејсон 66, Енглеска

Највише есеја
- Филип Бернат-Сејлс 4, Француска